# AlphaMega
AlphaMega (en grec : ΆλφαΜέγα) est une chaîne de supermarchés chypriote fondée en 1997. En 2020, elle est la deuxième plus grande chaîne de supermarchés de Chypre quant au chiffre d'affaires derrière Lidl. En 2024, AlphaMega compte un total de 19 supermarchés à Chypre.

## Histoire

### Fondation
AlphaMega est fondée en 1997 à Chypre. Elle ouvre son premier magasin dans la ville d'Éngomi, peu de temps après le rachat du magasin Charalambides Supermarket par le fondateur de la marque, Andreas Papaellinas.

### Expansion
Au fil des années, AlphaMega ouvre plusieurs nouveaux magasins à travers l'île de Chypre, notamment quatre à Limassol, trois à Larnaca, deux à Nicosia et deux à Paphos. En 2024, AlphaMega compte un total de 19 supermarchés dans le pays.
En mai 2022, AlphaMega entame un partenariat stratégique en commercialisant plus de 1 000 produits du Groupe Casino, faisant des produits Casino, packagés en langue française, une référence à Chypre,.
En avril 2024, le CEO George Theodotou annonce l'ouverture prochaine d'un magasin supplémentaire sur l'île, à Astromerítis, ce qui porterait à l'avenir à vingt le nombre de supermarchés sur l'île.

## Financement
AlphaMega est détenue et exploitée par le groupe Ch. A. Papaellinas, un acteur majeur dans le secteur de la distribution à Chypre. Ce groupe possède plusieurs activités commerciales, y compris dans le secteur pharmaceutique et de la distribution de biens de consommation.

## Communication
AlphaMega est le sponsor principal de l'Alphamega Stadium, un stade de football de 11 000 places situé à Limassol. Ce stade, inauguré en décembre 2022, accueille les équipes de football de AEL Limassol, Aris Limassol et Apollon Limassol. Le contrat signé par AlphaMega prévoit que le stade porte le nom de la chaîne de supermarché jusqu'à son renouvellement à la fin de la saison 2027-2028,.